# Argentijnse kampioenschappen schaatsen allround
De Argentijnse allroundkampioenschappen schaatsen werden tot nu toe nog slechts eenmaal gehouden.

## Mannen
| Jaar | Plaats  | Goud               | Zilver         |
| ---- | ------- | ------------------ | -------------- |
| 2008 | Ushuaia | José Ignacio Fazio | Juan Gutiérrez |

 Argentinië · 
 België · 
 Bohemen · 
 Canada · 
 China · 
 DDR · 
 Duitsland (mannen) - (vrouwen) · 
 Estland · 
 Finland · 
 Frankrijk · 
 Hongarije · 
 IJsland · 
 Italië · 
 Japan · 
 Kazachstan · 
 Mongolië · 
 Nederland (mannen) - (vrouwen) · 
 Nieuw-Zeeland ·
 Noorwegen (mannen) - (vrouwen) · 
 Oekraïne · 
 Oostenrijk · 
 Polen · 
 Roemenië · 
 Rusland · 
 Tsjechië · 
 Verenigde Staten · 
 Wit-Rusland · 
 Zuid-Korea · 
 Zweden · 
 Zwitserland